# Hoploscopa albomaculata
Hoploscopa albomaculata is een vlinder uit de familie van de grasmotten (Crambidae), uit de onderfamilie van de Hoploscopinae. De wetenschappelijke naam van deze soort is voor het eerst gepubliceerd in 2020 door Théo Léger en Matthias Nuss.
De voorvleugellengte is bij het mannetje 9 millimeter en bij het vrouwtje 9 tot 10 millimeter.
De soort is ontdekt in het noorden van Sulawesi (Indonesië) op een hoogte tussen 1000 en 1200 meter.